# Годао 219
Годао 219 (Национальное шоссе 219, G219, 219国道) — национальная дорога в Китае.  
Отправной точкой шоссе является посёлок Хемуханас, расположенный в уезде Буркин  Алтайского края Синьцзян-Уйгурского автономного района и конечной – город Дунсин, расположенный в южной части Гуанси-Чжуанского автономного района. Юго-западный участок от Каргалык/Ечэн (Синьцзян-Уйгурский автономный район) до Лхасы (Тибет) исторически называется Западно-Тибетской дорогой. Трасса имеет северо-западное – юго-восточное  направление и в районе населённого пункта Тяньшуйхай (кит. "Море сладкой воды") пролегает по территории Аксайчин, ставшей причиной Индо-китайской войны 1962 года. В районе Рутога проходит рядом с озером Бангонг-Цо, в районе населённого пункта Барга проходит между горой Кайлас и озером Манасаровар.
Участок от уезда Гамба в Тибете до уезда Гуншань в Юньнани – это полностью новый участок. После завершения строительства Национальное шоссе 219 станет самой длинной в Китае и единственной национальной автомагистралью с общей протяжённостью 10 065 километров.

## Пунктуация
| Город                                                    | Расстояние (км) |
| 叶城 Ечэн (Каргалык)                                     | 0               |
| Мазар                                                    | 200             |
| Тяньшуйхай                                               | 600             |
| 日土 Житу (Рутог)                                        | 994             |
| 噶尔 Гар (狮泉河 - Шицюаньхэ, "Река Львиного источника") | 1111            |
| 仲巴 Цзунба                                              | 1829            |
| 萨嘎 Сага                                                | 2035            |
| 昂仁 Нгамринг                                            | 2282            |
| 拉孜 Лхаса                                               | 2342            |